# 원중로
원중로(Wonjung-ro)는 충청북도 음성군 원남면에서 맹동면 신돈삼거리를 잇는 도로이다.

## 주요 경유지
충청북도
- 음성군 (원남면 . 맹동면)

## 노선
| 이름          | 접속 노선                 | 소재지        | 소재지        | 비고                                            |
| 보천로와 직결 | 보천로와 직결             | 보천로와 직결 | 보천로와 직결 | 보천로와 직결                                   |
| ------------- | ------------------------- | ------------- | ------------- | ----------------------------------------------- |
| (이름없음)    | 보천로                    | 음성군        | 원남면        |                                                 |
| 보천교        |                           | 음성군        | 원남면        |                                                 |
| 삼용 삼거리   | 지방도 제516호선 (덕생로) | 음성군        | 맹동면        | 지방도 제516호선과 중복 지방도 제533호선과 중복 |
| 수안교        |                           | 음성군        | 맹동면        | 지방도 제516호선과 중복 지방도 제533호선과 중복 |
| 도마재        |                           | 음성군        | 맹동면        | 지방도 제516호선과 중복 지방도 제533호선과 중복 |
| 통동 삼거리   | 지방도 제516호선 (초동로) | 음성군        | 맹동면        | 지방도 제516호선과 중복 지방도 제533호선과 중복 |
| 통동2교       |                           | 음성군        | 맹동면        |                                                 |
| 신둔 교차로   | 국도 제21호선 (진성로)    | 음성군        | 맹동면        |                                                 |
| 궁골고개      |                           | 음성군        | 맹동면        |                                                 |
| 신돈 삼거리   | 덕금로                    | 음성군        | 맹동면        |                                                 |

## 주요 건물 및 시설
- 원남면 행정복지센터 (원중로 19/보천리 374-3)
- CU 혁신도시터미널점 (원중로 1363/두성리 1504)
- 충북혁신도시버스터미널 (원중로 1363/두성리 1504)
- 한국가스안전공사 본사 (원중로 1390/두성리 1347)
- 파스구찌 충북혁신도지점 (원중로 1400/두성리 1379)
- 스타벅스 충북혁신도지점 (원중로 1416/두성리 1374)
- GS25 충북혁신센터점 (원중로 1424/동성리 492)
- 우리은행 충북혁신도시시지점 (원중로 1424/동성리 492)
- 새마을금고 대동 새마을금고 혁신지점 (원중로 1434/동성리 489)
- 파리바게트 충북혁신1호점 (원중로 1438/동성리 488)
- S-OIL 참좋은주유소 (원중로 1485/동성리 528)
- 티스테이션 충북혁신도시점 (원중로 1526/본성리 334-1)
- 세븐일레븐 충북혁신빌리지점 (원중로 1526-3/본성리 338-21)